# Liste der Abgeordneten zum Landtag von Niederösterreich (Austrofaschismus)
Diese Liste der Abgeordneten zum Landtag von Niederösterreich listet alle Abgeordneten des Landtags von Niederösterreichs während der Zeit des „Ständestaates“ auf. Der Landtag amtierte vom 22. November 1934 bis zum Einmarsch der deutschen Wehrmacht am 12. März 1938.

## Funktionen

### Landtagspräsidium
Dem Landtagspräsidium stand Alois Fischer als Präsident vor. Das Amt des 1. Vizepräsidenten hatte zunächst Friedrich Tinti inne, der sein Amt am 17. Mai 1935 zurücklegte. Ihm folgte noch am selben Tag Karl Veit nach. Das Amt des 2. Vizepräsidenten übernahm während der gesamten Amtsperiode Karl Dewanger.

### Landtagsabgeordnete
| Name                     | Stand                                                      | Anmerkungen                                                                                              |
| ------------------------ | ---------------------------------------------------------- | --- |
| Bachinger Michael        | Land- und Forstwirtschaft                                  | bis 6. November 1935, ab 6. Juli 1937                                                                    |
| Brandstetter Max         | Land- und Forstwirtschaft                                  | |
| Czermak Emmerich         | Wissenschaft und Kunst                                     | |
| Dewanger Karl            | Gewerbe                                                    | |
| Dienbauer Josef          | Land- und Forstwirtschaft                                  | |
| Dienstl Ignaz            | Land- und Forstwirtschaft                                  | |
| Eitler Anton             | Land- und Forstwirtschaft                                  | |
| Endl Johann              | Gewerbe                                                    | ab 6. Juli 1937 für Georg Handler                                                                        |
| Fass Andreas             | Industrie und Bergbau                                      | |
| Fischer Alois            | Land- und Forstwirtschaft                                  | |
| Gatterburg Alexander     | Land- und Forstwirtschaft                                  | ab 17. Mai 1935 für Friedrich Tinti                                                                      |
| Goldschmidt Johann       | Gewerbe                                                    | ab 6. Juli 1937 für August Kargl                                                                         |
| Grabner Ludwig           | Industrie und Bergbau                                      | |
| Handler Georg            | Gewerbe                                                    | bis 27. April 1937                                                                                       |
| Heinz Josef              | Land- und Forstwirtschaft                                  | |
| Hlawati Franz            | Gesetzlich anerkannten Kirchen und Religionsgemeinschaften | |
| Höllige Josef            | Handel und Verkehr                                         | |
| Kargl August             | Gewerbe                                                    | bis 6. Juli 1937                                                                                         |
| Klamminger Franz         | Land- und Forstwirtschaft                                  | |
| Klieber Mauritius        | Öffentlicher Dienst                                        | bis 1. August 1936                                                                                       |
| Krischan Jakob           | Land- und Forstwirtschaft                                  | |
| Latschenberger Karl      | Land- und Forstwirtschaft                                  | |
| Lowatschek Josef         | Schul-, Erziehungs- und Volksbildungswesen                 | |
| Magerl Ernst             | Land- und Forstwirtschaft                                  | |
| Mandl Fritz              | Industrie und Bergbau                                      | ab 18. Jänner 1935 für Julian Riess                                                                      |
| Müller Johann            | Industrie und Bergbau                                      | |
| Ölzelt Franz             | Land- und Forstwirtschaft                                  | ab 22. November 1934 für Johann Steinböck                                                                |
| Pöschl Josef             | Land- und Forstwirtschaft                                  | |
| Prentl Josef             | Land- und Forstwirtschaft                                  | |
| Riess Julian             | Industrie und Bergbau                                      | bis 28. Dezember 1934                                                                                    |
| Scharmitzer Leopold      | Geld-, Kredit- und Versicherungswesen                      | |
| Scheibenreif Alois       | Land- und Forstwirtschaft                                  | |
| Simoner Franz            | Land- und Forstwirtschaft                                  | |
| Steinböck Johann         | Land- und Forstwirtschaft                                  | bis November 1934                                                                                        |
| Steiner Ubald            | Gesetzlich anerkannten Kirchen und Religionsgemeinschaften | |
| Strommer Josef           | Land- und Forstwirtschaft                                  | |
| Tesar Johann             | Gewerbe                                                    | |
| Tinti Friedrich          | Land- und Forstwirtschaft                                  | bis 17. Mai 1935                                                                                         |
| Unger Waldemar           | Freie Berufe                                               | |
| Veit Karl                | Schul-, Erziehungs- und Volksbildungswesen                 | |
| Wenzl Konrad             | Land- und Forstwirtschaft                                  | ab 6. November 1935 für Michael Bachinger, bis 6. Juli 1937, nachdem Bachinger sein Mandat wieder antrat |
| Wernhart Karl            | Handel und Verkehr                                         | |
| Wirth-Purtscheller Ernst | Öffentlicher Dienst                                        | ab 27. November 1936 für Mauritius Klieber                                                               |